# Артуро Сільвестрі
Артуро Сільвестрі (італ. Arturo Silvestri, 14 червня 1921, Фоссальта-ді-П'яве — 13 жовтня 2002, Піза) — італійський футболіст, що грав на позиції захисника, зокрема за «Мілан», а також національну збірну Італії. По завершенні ігрової кар'єри — тренер.
Дворазовий чемпіон Італії. Володар Кубка Італії (як тренер). 

## Клубна кар'єра
Народився 14 червня 1921 року в місті Фоссальта-ді-П'яве. Вихованець футбольної школи клубу «Сан-Дона». У дорослому футболі дебютував 1937 року в основній команді того ж клубу, в якій провів чотири сезони у третьому італійському дивізіоні. 
1941 року став гравцем «Фіорентини», за команду якої так й не зіграв, натомість віддавався в оренду до «Понтедери», після чого став гравцем «Пізи». За пізанську команду провів два сезони до припинення футбольних змагань у 1943 році та ще два — після їх відновлення у 1945.
У 1947 році дебютував на рівні Серії А, у якій починав грати за «Модену».
Найуспішнішим етапом кар'єри гравця була перша половина 1950-х, протягом якої він захищав кольори «Мілана». Більшість часу, проведеного у складі «россонері», був основним гравцем захисту команди. За цей час двічі виборював титул чемпіона Італії.
Завершив ігрову кар'єру у друголіговій «Вероні», за яку виступав протягом 1955—1956 років.

## Виступи за збірну
Навесні 1951 року провів дві товариські гри у складі національної збірної Італії, а в листопаді того ж року виходив на поле у грі Кубка Центральної Європи 1948—1953 проти швейцарців. Ця гра стала для нього третьою й останньою у формі національної команди.

## Кар'єра тренера
Розпочав тренерську кар'єру невдовзі по завершенні кар'єри гравця, 1957 року, очоливши тренерський штаб клубу «Тревізо» із Серії C.
Згодом у сезоні 1959/60 працював на цьому ж рівні із «Ліворно», після чого 1961 року очолив свою третю третьолігову команду, «Кальярі». Із сардинцями у перший же рік роботи тренер пробився до Серії B, а ще за два роки, у 1964, виборов підвищення у класі до Серії А. І навіть в елітному дивізіоні «Кальярі» не загубилося, посівши в сезоні 1964/65 відразу шосте місце у чемпіонаті.
У сезоні 1965/66 позиції очолюваної Сільвестрі команди дещо погіршилися (одинадцяте місце підсумкової турнірної таблиці Серії А), утім тренер отримав пропозицію перейти до значно амбітнішого «Мілана». Зі своєю колишньою командою пропрацював протягом одного сезону, в якому вона стала володарем Кубка Італії 1966/67. Утім восьме місце у чемпіонаті того сезону виявилося нижче очікувань керівництва клубу, і на позицію очільника тренерського штабу «россонері» замість Сільвестрі був учергове запрошений Нерео Рокко.
Після звільнення з «Мілана» по одному сезону працював з «Ланероссі» та «Брешією».
1970 року очолив тренерський штаб «Дженоа», з якою повторив свій успіх, досягнений з «Кальярі» десятьма роками раніше — у першому ж сезоні вивів свою нову команду з третього до другого італійського дивізіону, а за два роки підвищив її у класі до Серії А. Щоправда цього разу закріпитися в елітному дивізіоні команді Сільвестрі не вдалося — у першому ж після підвищення сезоні 1973/74 «Дженоа» посіла передостаннє місце і залишила Серію А, після чого тренер її залишив.
Згодом також працював тренером «Луккезе-Лібертас».
Помер 13 жовтня 2002 року на 82-му році життя у місті Піза.
| Дата       | Місто   | Господарі  | Результат | Гості     | Турнір                             | Голи | Примітки |
| ---------- | ------- | ---------- | --------- | --------- | ---------------------------------- | ---- | -------- |
| 8-4-1951   | Лісабон | Португалія | 1 – 4     | Італія    | товариський матч                   | -    |          |
| 6-5-1951   | Мілан   | Італія     | 0 – 0     | Югославія | товариський матч                   | -    |          |
| 25-11-1951 | Лугано  | Швейцарія  | 1 – 1     | Італія    | Кубок Центральної Європи 1948—1953 | -    |          |
| Усього     |         | Матчів     | 3         |           | Голів                              | 0    |          |

## Титули і досягнення

### Як гравця
- Чемпіон Італії (2):

«Мілан»: 1950-1951, 1954-1955
- Володар Латинського кубка (1):

«Мілан»: 1951

### Як тренера
- Володар Кубка Італії (1):

«Мілан»: 1966-1967